# Cora munda
Cora munda är en trollsländeart som beskrevs av Robert McLachlan 1878.
Cora munda ingår i släktet Cora och familjen Polythoridae. Inga underarter finns listade i Catalogue of Life.